# Bryoptera distincta
Bryoptera distincta là một loài bướm đêm trong họ Geometridae.